# 알렉세이 수다리코프

알렉세이 수다리코프(영어: Aleksei Aleksandrovich Sudarikov , 1971년 5월 1일 ~ )은 러시아 출신의 축구 선수이다. 공격수로 활약하였다. 알렉세이라는 등록명을 사용하는 1996년 부천 SK에서 활약했던 알렉세이 쉬골레프와는 동명이인이었지만 같은 선수로 잘못 알려졌다. 현재 등록명은 알렉세이1이다.

## 클럽 경력
LG 치타스 (현 FC 서울) 소속으로 1994 시즌 한 시즌 동안 시즌 통산 3경기 0득점-0도움 (정규리그 3경기 0득점-0도움)의 기록을 남겼다. 원래는 1994시즌을 앞두고 외국인 선수 입단 테스트에서 불합격하였으나 당시 조영증 감독에게 몇개월만이라도 기회를 달라고 간청하여 3개월 임대로 입단하였다. 그러나 인상적인 플레이를 보여주지 못하고 3개월만에 고국으로 돌아갔다.